# Étangs Markey

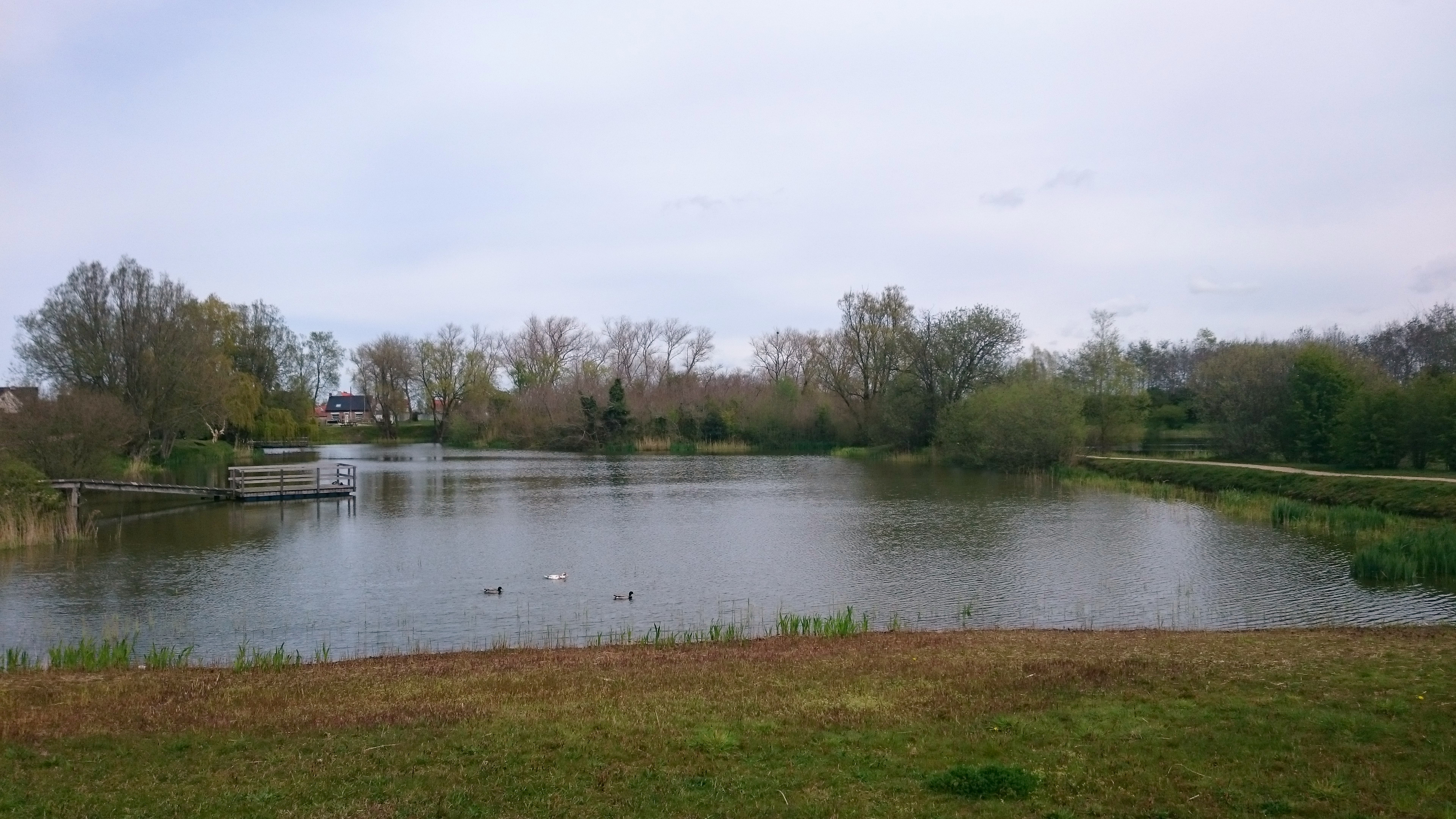
Le ponton pour la pêche.

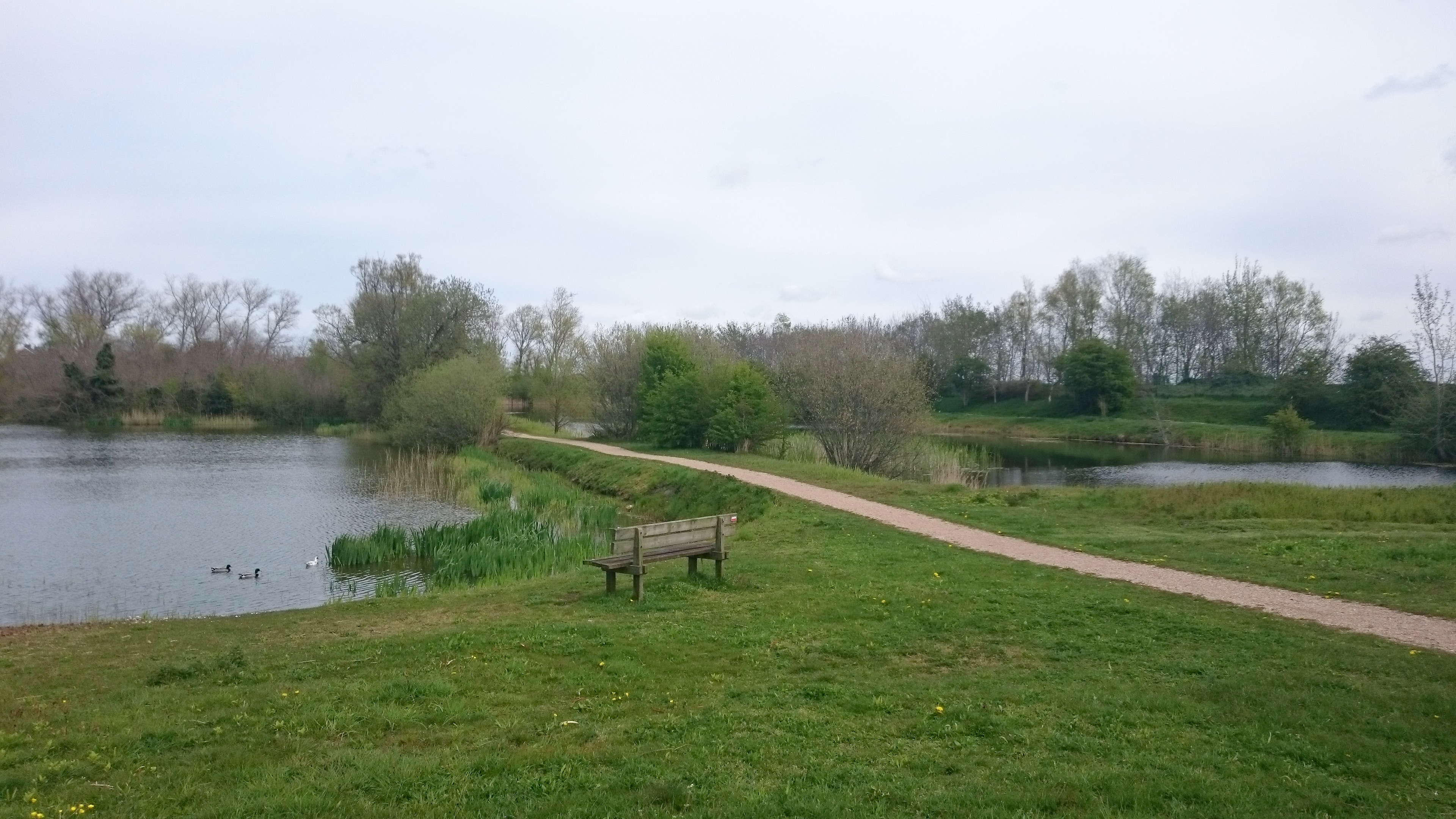
Chemin et le deuxième étangs.

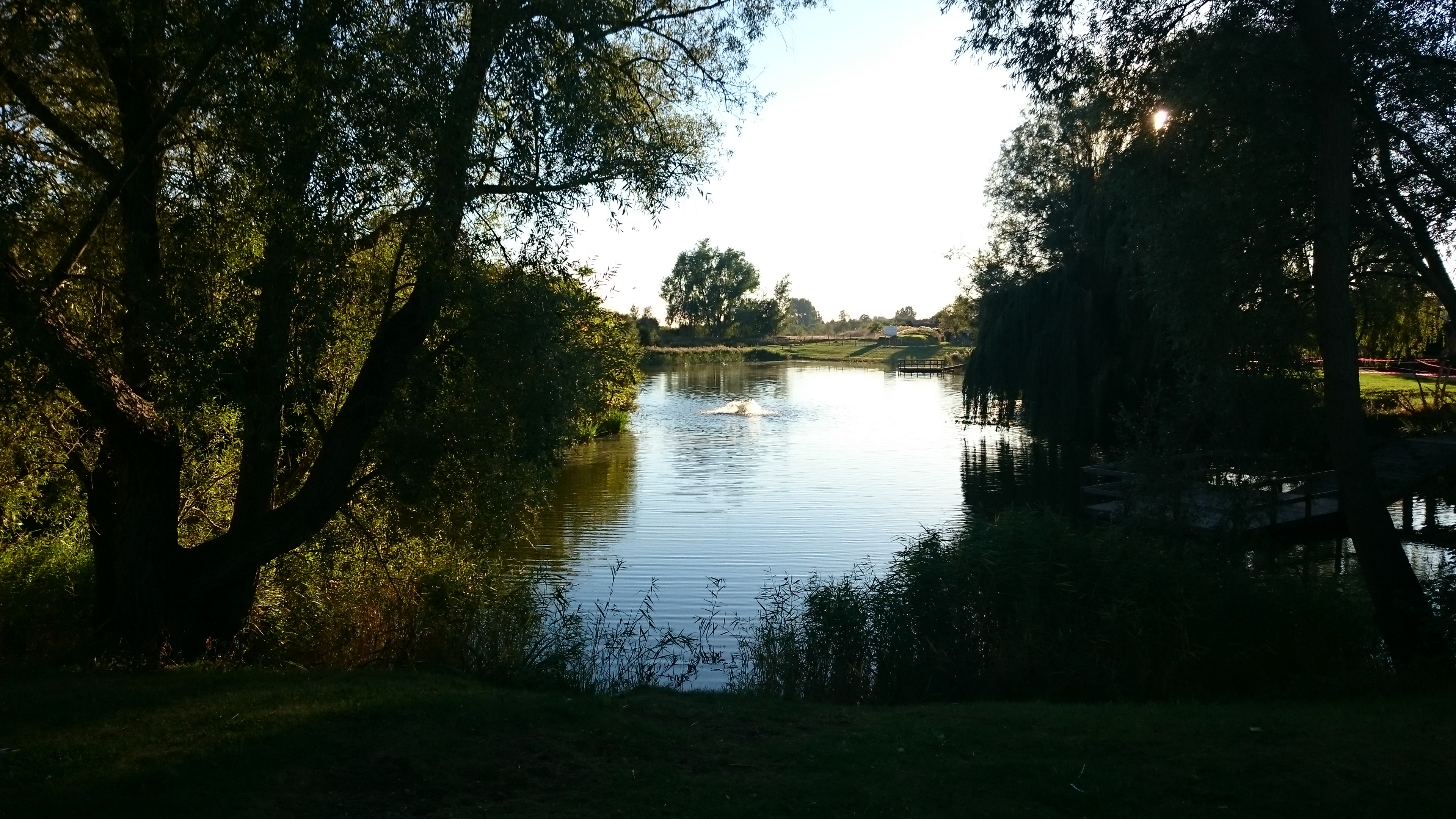
La fontaine de l'étang nord.

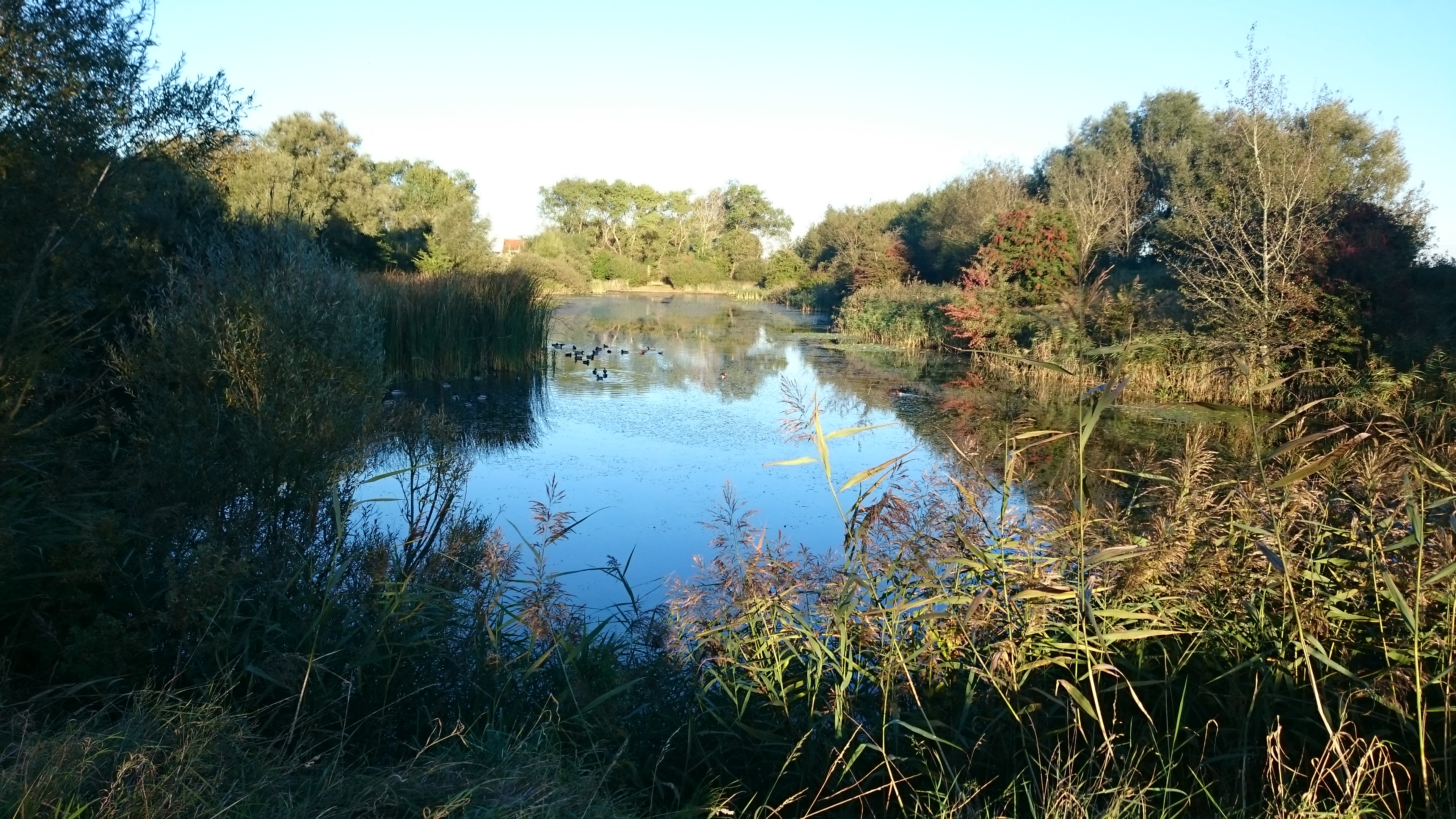
L'étang sud.

Les étangs Markey, en néerlandais vijvers Markey, également appelé en flamand occidental Pitten ou Pittn, sont un groupe de deux petits lacs localisés à Adinkerque dans la commune de La Panne.

## Géographie
Les étangs s'étendent sur près de 3 hectares.

## Histoire
À l'origine, les étangs Markey étaient des mines creusées pour l'extraction du sable.
En 1999, ils ont été achetés par la province de Flandre-Occidentale puis loué, par un bail emphytéotique de 99 ans, par la commune de La Panne. Celle-ci a entrepris leur valorisation en janvier 2003.
Une fontaine est installée dans l’étang nord, non protégé, durant l’été 2016.
En juillet 2017, des fouilles ont lieu dans les étangs à la recherche d'armes de la bande de Nivelles qui y auraient été jetés.

## Faunes et flores
Les étangs sont riches en poissons, lesquels ne peuvent être pêchés que dans l’étang nord. La zone accueille également des cygnes et des canards.
Le plan de gestion de l'Agence de la nature et des forêts prévoit que l'étang sud soit préservé des activités de pêche afin de permettre à la population de tritons crêtés d'augmenter. Le plan prévoit également l'amélioration de l'environnement afin de permettre le maintien des populations de libellules et la biodiversité des plantes aquatiques.

## Activités
Des promenades parcourent les étangs. De même, la pêche est autorisée dans le premier d'entre eux.
Depuis 2014, la municipalité organise la Vuurfeest (fête du feu) sur les étangs.

## Sources